# Station Prevalje
Station Prevalje (Duits: Prävali) is een spoorwegstation aan de Drautalspoorlijn in de gemeente Prevalje (Slovenië-Koroška).
Omdat het gebied overwegend Sloveenstalig was (een slavische taal) werd het na 1918 bij het nieuwe Koninkrijk Joegoslavië (Zuid-Slavië) als Staat van Slovenen, Kroaten en Serven gevoegd.